# Савичева, Юлия Станиславовна
Ю́лия Станисла́вовна Са́вичева (род. 14 февраля 1987, Курган) — российская певица и актриса. Финалистка телепроекта «Фабрика звёзд 2», участница конкурса «Евровидение-2004».

## Биография

### 1987—2002 годы: Детство и юность
Родилась 14 февраля 1987 года в семье музыкантов в городе Кургане. Отец — Станислав Борисович Савичев (род. 1 июня 1960) — барабанщик, работал в рок-группе «Конвой» Евгения Позднякова. Мать — Светлана Анатольевна Савичева, окончила музыкальное училище по классу фортепиано.
Её первое выступление состоялось в 4 года, когда она вышла в Кургане на сцену вместе с группой «Конвой», в которой её отец работал барабанщиком. В 5 лет Савичева стала солисткой хореографического коллектива «Светлячок».
В 1994 году коллектив группы «Конвой» был приглашён в Москву, и Савичевы переехали жить в столицу. Мать работала заведующей детским отделом в Доме культуры Московского авиационного института, а дочь играла в новогодних спектаклях, параллельно с учёбой в школе и занятиями в хореографическом коллективе «Журавушка». По предложению Л. Азадановой, преподавателя бальных танцев, Савичева перешла в её коллектив. В паре с партнёром они дважды стали чемпионами Москвы в своём классе. Позже режиссёр Р. А. Полейко сделала Юле предложение сыграть главную роль в новогодних спектаклях Храма Христа Спасителя. В следующем году в новогоднем спектакле в Храме Христа Спасителя девочка сыграла главную роль «Позёмки» и приняла участие в 40 спектаклях.
Позже Савичева была приглашена к записи первого альбома певицы Линды. Она произнесла вступительный текст в песне «Сделай так», а также снялась в клипе на эту песню вместе с Линдой.
Общеобразовательную школу Юлия окончила «хорошисткой» (в аттестате у неё было всего три четвёрки: по алгебре, геометрии и физике).

### 2003—2004 годы: «Фабрика звёзд» и «Евровидение»
7 марта 2003 Савичева стала участницей телевизионного проекта «Фабрика звёзд 2» под руководством Максима Фадеева. Пройдя все этапы отбора, она попала в пятёрку финалисток, в числе которых также оказались Елена Терлеева, Елена Темникова, Мария Ржевская и Полина Гагарина. После телепроекта песни Савичевой «Корабли» и «Высоко», спетые во время проекта, и последующая песня «Прости за любовь», стали пользоваться большим успехом. С песней «Высоко» Савичева стала обладательницей «Золотого граммофона» и с этой же песней попала в финал фестиваля «Песня года-2003».
В марте 2004 года Савичева приняла участие в конкурсе World Best, где она представляла Россию и заняла 8 место, в мае стала представителем России на «Евровидении 2004» в Турции с песней «Believe me». Заняв на «Евровидении» 11 место, Савичева начала работать над своим дебютным альбомом.
После Евровидения у Савичевой начался гастрольный тур по России под названием «Ураган в вашем городе!». Первым составом, аккомпанирующим Савичевой, были музыканты из группы «Total». В третьем составе были барабанщик Михаил Козодаев, клавишник Александр Сумбаев и бас-гитарист Андрей Лебедев. В период с 2008 по 2009 год с Савичевой играли музыканты группы «Xudoznik». По состоянию на конец 2014 года у Савичевой сменилось 5 составов. С 2009 года в коллективе Савичевой работают Александр Горячих (гитара), Максим Гвоздев (бас-гитара), Юрий Кондрашов (ударные).

### 2005—2007 годы: альбомы «Высоко» и «Магнит»
29 марта 2005 года Савичева выпустила дебютный диск «Высоко» под лейблом «Монолит». В него вошли 11 композиций. Большинство треков было записано с экс-музыкантами группы «Total» (подопечными Максима Фадеева). После выхода альбома Савичева сняла клип на песню «Стоп».
Осенью 2005 года Савичева выпустила песню «Если в сердце живёт любовь» саундтреком к сериалу «Не родись красивой». Сразу же после выхода песни она попала в хит-парад Русского радио «Золотой граммофон». Вскоре вышел клип на композицию — сразу в четырёх версиях.
Савичева активно гастролировала по странам СНГ. Вскоре вышел макси-сингл «Если в сердце живёт любовь». Накануне Нового года в том же сериале состоялась премьера новой песни Савичевой «Как твои дела?», за которую впоследствии певица получила премию «Золотой граммофон».
В апреле 2006 года Савичева представила новую песню — «Привет», вслед за которой в июне 2006 года вышел второй альбом — «Магнит». Большую часть песен для Савичевой написала Анастасия Максимова. Альбом был позитивно воспринят как публикой, так и критиками. Сингл «Привет» продержался на первом месте «Русского Радио» 10 недель.
Параллельно с этим готовилась запись нового альбома. 21 сентября Савичева победила на церемонии MTV Russia Music Awards 2006 в номинации «Исполнительница года». В декабре получила награду телефестиваля «Новые песни о главном» за песню «Привет».
В 2007 году вышел сингл «Никак», попавший в финал «Песни года». В этом же году Савичева представила Россию на Днях российской культуры в Японии.

### 2008—2013 годы: альбомы «Оригами» и «Сердцебиение»
14 февраля 2008 года Савичева презентовала альбом «Оригами», куда вошли 10 новых песен и один ремикс. Песни «Зима», «Любовь-Москва» и «Ядерный взрыв» заняли высокие позиции в чартах.
В этом году Савичева дебютировала как автор, написав текст к двум песням с альбома «Оригами» — «Выше звёзд» и «Послезавтра». Также исполнила песню «Стрела» на музыку Аркадия Укупника, вошедшую в саундтрек фильма «Индиго» (2008).
25 июля 2008 года закончились съёмки молодёжного мюзикла «Первая любовь: вот такая музыка!», где Савичева сыграла главную роль. Премьера фильма была назначена на 3 марта 2008 года.
В 2008 году Савичева приняла участие в проекте «Звёздный лёд», где её партнёром по фигурному катанию стал чемпион Франции Жером Бланшар. Однако на тренировке Савичева получила травму живота и не смогла продолжать участие в конкурсе. На гала-концерте шоу пара Савичевой и Бланшара получила специальный приз от Аллы Пугачёвой.
5 марта 2009 года в прокат вышел фильм «Первая любовь», в котором Савичева сыграла главную роль.
Весной 2009 года певица стала участницей танцевального проекта «Танцы со звёздами». В июне 2009 года Савичева со своим партнёром Евгением Папунаишвили стали победителями телепроекта.
В декабре сингл «Goodbye, любовь», написанный Савичевой, получил премию «Песня года 2009».
В конце февраля 2010 года в дуэте с группой Т9 прошла презентация клипа на песню «Корабли».
В конце мая 2010 года певица представила новый сингл «Москва-Владивосток», авторами которого стали Максим Фадеев и Ольга Серябкина. Также был снят клип на эту композицию.
В ноябре Савичева презентовала новую танцевальную песню под названием «Скажи мне, что такое любовь».
В феврале 2011 года вышел клип Юлии Савичевой на песню «Скажи мне, что такое любовь».
В марте Савичева совместно с рэпером Джиганом выпустила сингл «Отпусти», 20 марта на канале ELLO состоялась премьера клипа. 4 недели песня занимала 1 место на «Русском радио», исполнители стали лауреатами премии «Золотой граммофон».
В марте состоялась премьера новой песни «Юлия», а в июне вышел клип на эту песню. Вместе с Иосифом Кобзоном записала саундтрек для фильма «Неравный брак».
В 2012 году Савичева принимала участие в проекте телеканала «Россия» «Битва хоров», работая с командой Волгограда.
В 2013 году Савичева приняла участие в проекте «Один в один!» на Первом канале. В финале 26 мая 2013 года заняла второе место, уступив первое место Алексею Чумакову.

### С 2014: альбомы «Личное…» и «CLV»
1 января 2014 года состоялась премьера нового сингла Савичевой под названием «Невеста», а 14 мая состоялась премьера клипа на эту песню.
16 сентября состоялась премьера песни «Любить больше нечем», которую Савичева записала совместно с Джиганом. Клип вышел 26 сентября. 4 ноября Савичева презентовала новый студийный альбом под названием «Личное…».
23 ноября 2015 года Савичева представила трек «Мой путь», автором слов и музыки стал супруг Александр Аршинов. 21 января 2016 года вышел клип на одноимённую песню. 1 июня 2017 года вышел неизданный сингл «Малыш».
В 2019 году приняла участие в 4 сезоне шоу «Три аккорда». С конца того же года — постоянный член жюри шоу «Новая звезда» на телеканале «Звезда».
В сентябре-октябре 2022 года приняла участие в шоу «Фантастика» на Первом канале под аватаром Птицы. Жюри узнало, кто скрывается под этим аватаром, а вот Дима Билан спел отрывок из песни «Если в сердце живёт любовь».
В 2025 году Савичева вновь приняла участие в шоу перевоплощений «Один в один!» на телеканале «Россия-1». По итогам шестого сезона она заняла 8 место, набрав 239 баллов.

### Личная жизнь
Муж (с 23 октября 2014) — Александр Владимирович Аршинов (род. 1 февраля 1985) — музыкант, композитор, поэт и певец, пел в телепередаче «На балу у Золушки». Учился в музыкальном училище имени Гнесиных, затем получил два высших образования, был солистом коллектива «Бухта радости» (с 2001 по 2005), выступал под псевдонимом McKit. Пишет песни для своей жены.
Дочь Анна Аршинова (род. 14 июля 2017), живёт с родителями отца в Португалии, поэтому Савичева в июне 2021 года начала оформление документов для получения вида на жительство в Португалии.

## Санкции
7 января 2023 года внесена в санкционный список Украины против лиц «которые публично призывают к агрессивной войне, оправдывают и признают законной вооружённую агрессию РФ против Украины, временную оккупацию территории Украины». Предполагается блокировка активов на территории страны, приостановка выполнения экономических и финансовых обязательств, прекращение культурных обменов и сотрудничества, лишение украинских госнаград.

## Дискография

### Студийные альбомы
| №                   | Название                                   | Длительность |
| ------------------- | ------------------------------------------ | ------------ |
| 1.                  | «Иди вперёд»                               | 3:43         |
| 2.                  | «CLV (СеЛяВи)»                             | 3:37         |
| 3.                  | «Забудь»                                   | 3:16         |
| 4.                  | «Тик-так»                                  | 3:40         |
| 5.                  | «Однажды»                                  | 3:47         |
| 6.                  | «Больше не терять»                         | 2:58         |
| 7.                  | «Не обманывай»                             | 3:37         |
| 8.                  | «От Москвы до Мадрида»                     | 3:37         |
| 9.                  | «Зачем?»                                   | 3:32         |
| 10.                 | «Молния»                                   | 3:39         |
| 11.                 | «Любовь найдёт»                            | 3:35         |
| 12.                 | «Лучшее решение» (feat. Александр Аршинов) | 4:05         |
| 13.                 | «Верь в себя»                              | 4:54         |
| Общая длительность: | Общая длительность:                        | 44:79        |

| №                   | Название                           | Длительность |
| ------------------- | ---------------------------------- | ------------ |
| 1.                  | «Утром на заре»                    | 3:27         |
| 2.                  | «Времени нет»                      | 3:11         |
| 3.                  | «Город»                            | 3:22         |
| 4.                  | «За окнами» (совм. с W24)          | 2:48         |
| 5.                  | «Чувства»                          | 3:00         |
| 6.                  | «Без тебя»                         | 3:04         |
| 7.                  | «Лето без тебя» (совм. с Джизусом) | 3:05         |
| 8.                  | «Самолёты» (Album Version)         | 3:02         |
| 9.                  | «Каплями» (совм. с TRITIA)         | 2:20         |
| 10.                 | «Дай мне знак»                     | 3:08         |
| 11.                 | «Сандемен»                         | 3:56         |
| Общая длительность: | Общая длительность:                | 33:39        |

### Мини-альбомы
| №                   | Название            | Длительность |
| ------------------- | ------------------- | ------------ |
| 1.                  | «Скажи мне»         | 3:17         |
| 2.                  | «Жёлтое такси»      | 3:09         |
| 3.                  | «От его голоса»     | 3:12         |
| 4.                  | «Незнакомец»        | 3:23         |
| 5.                  | «Люди»              | 3:43         |
| Общая длительность: | Общая длительность: | 16:04        |

| №                   | Название                                            | Длительность |
| ------------------- | --------------------------------------------------- | ------------ |
| 1.                  | «Разбитые зеркала»                                  | 3:33         |
| 2.                  | «Любовь оставляет шрамы» (совм. с Григорием Лепсом) | 3:40         |
| 3.                  | «Осколки»                                           | 3:22         |
| 4.                  | «Девочка»                                           | 3:03         |
| 5.                  | «Надо быть сильной»                                 | 3:12         |
| 6.                  | «Циклон»                                            | 2:57         |
| Общая длительность: | Общая длительность:                                 | 18:67        |

### Сборники
1. Если в сердце живёт любовь (3:07)
2. Стоп [Live] (3:49)
3. Отпусти меня [Live] (4:32)
4. Я с тобой [Live] (4:51)
5. Бежать, лететь [Live] (3:54)
6. Пока [Live] (5:46)
7. Корабли [Live] (6:33)
8. Высоко [Live] (5:02)
9. Прощай, моя любовь [Live] (5:15)
10. Всё для тебя [Live] (4:24)
11. Прости за любовь [Live] (6:43)
12. Believe me [Live] (3:31)

### Совместные релизы
1. Ю. Савичева, Андрей Залужный — Разбитое сердце (4:37)
2. Ю. Савичева, А. Залужный, Артур Аллобян, Александр Панин, Тимур Замараев — Одной судьбой (4:05)
3. Ю. Савичева, Елизавета Макеева, А. Залужный, А. Аллобян, А. Панин, Т. Замараев — Танцуй со мной (2:40)
4. Ю. Савичева, Е. Макеева, А. Аллобян, А. Панин, Т. Замараев, Владимир Кисаров — Давай! Играй! (3:12)
5. Е. Макеева, Дарья Ялинская, Кирилл Золигин, Евгений Плиткин — Не отставай (2:09)
6. Сергей Бабкин — Музыка в ночи (4:01)
7. Ю. Савичева, А. Залужный, А. Аллобян, А. Панин, Т. Замараев, С. Бабкин — Этот голос (4:24)
8. С. Бабкин, Е. Макеева, Д. Ялинская — Музыка моя (3:36)
9. Ю. Савичева, С. Бабкин, Джемал Тетруашвили — С днём рождения (3:47)
10. Ю. Савичева, А. Залужный — Растворюсь в тебе (3:43)

### Официальные синглы
| Год  | Сингл                                | Альбом         |
| ---- | ------------------------------------ | -------------- |
| 2003 | «Высоко»                             | Высоко         |
| 2004 | «Прости за любовь»                   | Высоко         |
| 2005 | «Стоп»                               | Высоко         |
| 2005 | «Если в сердце живёт любовь»         | Магнит         |
| 2006 | «Привет»                             | Магнит         |
| 2007 | «Мало»                               | Магнит         |
| 2007 | «Это судьба» (feat. Антон Макарский) | Оригами        |
| 2008 | «Зима»                               | Оригами        |
| 2009 | «Корабли» (feat. Т9)                 | Сердцебиение   |
| 2010 | «Москва — Владивосток»               | Сердцебиение   |
| 2011 | «Скажи мне, что такое любовь»        | Сердцебиение   |
| 2011 | «Сердцебиение»                       | Сердцебиение   |
| 2012 | «Юлия»                               | Сердцебиение   |
| 2013 | «Я так тебя жду»                     | Сердцебиение   |
| 2014 | «Невеста»                            | без альбома    |
| 2015 | «Прости»                             | без альбома    |
| 2016 | «Мой путь»                           | без альбома    |
| 2017 | «Малыш»                              | без альбома    |
| 2017 | «Не бойся»                           | без альбома    |
| 2019 | «Забудь»                             | CLV            |
| 2019 | «Любовь найдёт»                      | CLV            |
| 2020 | «Больше не терять»                   | CLV            |
| 2021 | «Сияй»                               | без альбома    |
| 2021 | «Эверест»                            | без альбома    |
| 2022 | «Синоптики»                          | без альбома    |
| 2022 | «Жёлтое такси»                       | Стихия — EP    |
| 2023 | «От его голосa»                      | Стихия — EP    |
| 2023 | «Не до любви»                        | без альбома    |
| 2024 | «Девочка»                            | Под кожей — EP |
| 2024 | «Лето без тебя» (совм. с Джизусом)   | 9              |
| 2024 | «Надо быть сильной»                  | Под кожей — EP |
| 2025 | «Каплями» (совм. с TRITIA)           | 9              |
| 2025 | «Времени нет»                        | 9              |

### Другие синглы / промо-синглы
- 2018 — «Равнодушие» (совм. с Олегом Шаумаровым)
- 2020 — «Доктор Хаус»
- 2021 — «Новогодняя»
- 2022 — «Майский дождь»
- 2024 — «Любовь оставляет шрамы» (совм. с Григорием Лепсом)
- 2024 — «Нелюбимый» (из т/ш «КОНФЕТКА» на ТНТ [Сезон 2])
- 2024 — «Царевна» (совм. с MATANYA)
- 2024 — «Я перессорился с дождём» (Юрий Шатунов Cover)
- 2024 — «Метелица» (совм. с МУККА) (Валерия Cover) [из сборника «VK под шубой 3»]
- 2024 — «Не совпадаем» (совм. с Григорием Лепсом)
- 2025 — «Самолёты» (Radio Version)

### Как приглашённый артист
| Год  | Название                                           | Альбом                           |
| ---- | -------------------------------------------------- | -------------------------------- |
| 2011 | «Отпусти» (Джиган feat. Юлия Савичева)             | Холодное сердце (альбом Джигана) |
| 2014 | «Любить больше нечем» (Джиган feat. Юлия Савичева) | Твой выбор (альбом Джигана)      |
| 2021 | «Миллионы огней» (Группа СПБ feat. Юлия Савичева)  | без альбома                      |

## Видеография
| Год  | Клип                                     | Режиссёр                      | Альбом                                          |
| ---- | ---------------------------------------- | ----------------------------- | ----------------------------------------------- |
| 2003 | «Высоко»                                 | Максим Осадчий, Максим Фадеев | Высоко                                          |
| 2004 | «Прости за любовь»                       | Максим Осадчий, Максим Фадеев | Высоко                                          |
| 2005 | «Стоп»                                   | Максим Рожков                 | Высоко                                          |
| 2005 | «Если в сердце живёт любовь»             | Влад Опельянц                 | Магнит                                          |
| 2006 | «Привет»                                 | Максим Рожков                 | Магнит                                          |
| 2007 | «Мало»                                   | Максим Рожков                 | Магнит                                          |
| 2007 | «Это судьба» (совм. с Антоном Макарским) | Мгер Мкртчан                  | Оригами                                         |
| 2008 | «Зима»                                   | Алексей Андрианов             | Оригами                                         |
| 2010 | «Корабли (совм. с Т9)»                   | Евгений Курицын               | Сердцебиение                                    |
| 2010 | «Москва — Владивосток»                   | Юрий Курохтин                 | Сердцебиение                                    |
| 2011 | «Скажи мне, что такое любовь»            | Юрий Курохтин                 | Сердцебиение                                    |
| 2011 | «Отпусти» (совм. с Джиганом)             | Ашот Геворкян                 | Холодное сердце (альбом Джигана) / Сердцебиение |
| 2011 | «Сердцебиение»                           | Максим Фадеев                 | Сердцебиение                                    |
| 2012 | «Юлия»                                   | Максим Фадеев                 | Сердцебиение                                    |
| 2013 | «Я так тебя жду»                         | Максим Фадеев                 | Сердцебиение                                    |
| 2014 | «Невеста»                                | Евгений Курицын               | без альбома                                     |
| 2014 | «Любить больше нечем» (совм. с Джиганом) | Степан Сибиряков              | Твой выбор (альбом Джигана)                     |
| 2015 | «Прости»                                 | Станислав Морозов             | без альбома                                     |
| 2016 | «Мой путь»                               | неизвестно                    | без альбома                                     |
| 2017 | «Малыш»                                  | неизвестно                    | без альбома                                     |
| 2017 | «Не бойся»                               | Семён Багиров                 | без альбома                                     |
| 2019 | «Забудь»                                 | неизвестно                    | CLV                                             |
| 2019 | «Любовь найдёт»                          | Данила Волков                 | CLV                                             |
| 2020 | «Больше не терять»                       | Алина Верипя                  | CLV                                             |
| 2021 | «Сияй»                                   | Алина Верипя                  | без альбома                                     |
| 2021 | «Эверест»                                | Анатолий Патрушев             | без альбома                                     |
| 2021 | «Новогодняя» (Mood Video)                | Павел Ткачук                  | без альбома                                     |
| 2022 | «Синоптики»                              | Григорий Шмаков               | без альбома                                     |
| 2022 | «Жёлтое такси»                           | Григорий Шмаков               | Стихия — EP                                     |
| 2023 | «От его голоса»                          | Алина Верипя                  | Стихия — EP                                     |
| 2023 | «Не до любви»                            | Алина Верипя                  | без альбома                                     |
| 2024 | «Девочка»                                | Константин Черепков           | Под кожей — ЕР                                  |
| 2024 | «Лето без тебя» (совместно с Джизусом)   | Константин Черепков           | 9                                               |
| 2024 | «Надо быть сильной»                      | Алина Верипя                  | Под кожей — EP                                  |
| 2025 | «Каплями»                                | Андрей Акутин                 | 9                                               |
| 2025 | «Времени нет»                            | Юлия Савичева                 | 9                                               |

## Фильмография
- 2005 — 2006 — Не родись красивой — Юлия Савичева (камео)
- 2009 — Первая любовь — Таня
- 2013 — Как поймать перо Жар-Птицы — Елена Прекрасная (озвучка)
- 2013 — Три богатыря — Суок
- 2014 — Овечка Долли была злая и рано умерла — Маша
- 2015 — Савва. Сердце воина — Нанти (озвучка)

### Дубляж
- 2013 — Эпик — Мэри Катрин (Аманда Сейфрид)

## Награды и номинации
| Год  | Награда                         | Номинация                                     | Номинируемая работа                               | Результат            | Прим.         |
| ---- | ------------------------------- | --------------------------------------------- | ------------------------------------------------- | -------------------- | ------------- |
| 2003 | «Фабрика Звёзд-2»               |                                               | Юлия Савичева                                     | Финалистка (4 место) |               |
| 2003 | «ZD Awards»                     | Дебют года                                    | Юлия Савичева                                     | Номинация            | [ 29 ]        |
| 2003 | «ZD Awards»                     | Солистка года                                 | Юлия Савичева                                     | Номинация            | [ 29 ]        |
| 2003 | «Золотой граммофон»             | Статуэтка «Золотого граммофона»               | «Высоко»                                          | Победа               | [ 30 ]        |
| 2003 | «Песня года»                    | Лауреат фестиваля                             | «Высоко»                                          | Победа               | [ 31 ]        |
| 2004 | «Евровидение»                   |                                               | «Believe Me»                                      | 11 место             |               |
| 2004 | «MTV Russia Music Awards»       | Лучшая песня                                  | «Высоко»                                          | Номинация            | [ 32 ]        |
| 2004 | «MTV Russia Music Awards»       | Лучшая исполнительница                        | Юлия Савичева                                     | Номинация            | [ 32 ]        |
| 2004 | «MTV Russia Music Awards»       | Лучший дебют                                  | Юлия Савичева                                     | Номинация            | [ 32 ]        |
| 2004 | «Радио Поток»                   | Лучшие песни 2004 года                        | «Прости за любовь»                                | Победа               | [ 33 ]        |
| 2004 | «Новые песни о главном»         | Диплом фестиваля                              | «Прости за любовь»                                | Победа               |               |
| 2004 | «Золотой граммофон»             | Статуэтка «Золотого граммофона»               | «Прости за любовь»                                | Победа               | [ 30 ]        |
| 2005 | «Золотой граммофон»             | Статуэтка «Золотого граммофона»               | «Стоп»                                            | Номинация            | [ 30 ]        |
| 2005 | «Золотой граммофон»             | Статуэтка «Золотого граммофона»               | «Если в сердце живёт любовь»                      | Победа               | [ 30 ]        |
| 2005 | «Новые песни о главном»         | Диплом фестиваля                              | «Если в сердце живёт любовь»                      | Победа               | [ 34 ]        |
| 2005 | «Новые песни о главном»         | Диплом фестиваля                              | «Отпусти меня»                                    | Номинация            | [ 35 ]        |
| 2006 | «MTV Russia Music Awards»       | Лучший рингтон                                | «Если в сердце живёт любовь»                      | Номинация            | [ 36 ] [ 37 ] |
| 2006 | «MTV Russia Music Awards»       | Лучшее видео                                  | «Привет»                                          | Номинация            | [ 36 ] [ 37 ] |
| 2006 | «MTV Russia Music Awards»       | Лучшая исполнительница                        | Юлия Савичева                                     | Победа               | [ 36 ] [ 37 ] |
| 2006 | «MTV Russia Music Awards»       | Лучший поп-проект                             | Юлия Савичева                                     | Номинация            | [ 36 ] [ 37 ] |
| 2006 | «Премия РекордЪ»                | Дебютный альбом года                          | «Высоко»                                          | Номинация            | [ 38 ]        |
| 2006 | «Золотой граммофон»             | Статуэтка «Золотого граммофона»               | «Как твои дела?»                                  | Победа               | [ 30 ]        |
| 2006 | «Золотой граммофон»             | Статуэтка «Золотого граммофона»               | «Привет»                                          | Номинация            | [ 30 ]        |
| 2006 | «Новые песни о главном»         | Лучшая песня                                  | «Привет»                                          | Победа               |               |
| 2007 | «Премия Муз-ТВ»                 | Лучшая исполнительница                        | Юлия Савичева                                     | Номинация            |               |
| 2007 | «Премия Попова»                 | Радиофаворит — исполнительница                | Юлия Савичева                                     | Победа               | [ 39 ]        |
| 2007 | «Премия Попова»                 | Радиохит — исполнительница                    | «Если в сердце живёт любовь»                      | Победа               | [ 39 ]        |
| 2007 | «Премия РекордЪ»                | Рингтон года                                  | «Если в сердце живёт любовь»                      | Номинация            | [ 40 ] [ 41 ] |
| 2007 | «Премия РекордЪ»                | Альбом артистки                               | «Магнит»                                          | Номинация            | [ 40 ] [ 41 ] |
| 2007 | «Золотой диск от НФПФ» (Россия) | Сертификат за количество продаж альбомов      | «Магнит»                                          | Победа               |               |
| 2007 | «Песня года»                    | Лауреат фестиваля                             | «Никак»                                           | Победа               | [ 42 ]        |
| 2007 | «Золотой граммофон»             | Статуэтка «Золотого граммофона»               | «Никак»                                           | Победа               | [ 30 ]        |
| 2007 | «Новые песни о главном»         | Диплом фестиваля                              | «Никак»                                           | Победа               | [ 43 ]        |
| 2007 | «Новые песни о главном»         | Диплом фестиваля                              | «Отпусти»                                         | Номинация            | [ 44 ]        |
| 2008 | «Золотой граммофон» (Казахстан) | Статуэтка «Золотого граммофона»               | «Зима»                                            | Победа               | [ 30 ]        |
| 2009 | «Herbal Essences Young Icons»   | Дуэт года или поцелуй дождя                   | Юлия Савичева и Дмитрий Бурукин («Первая любовь») | Победа               |               |
| 2009 | «Beauty Cinema Awards»          | Лучшая песня                                  | «Разбитое сердце» («Первая любовь»)               | Победа               |               |
| 2009 | «Love Radio Awards»             | Российская певица года                        | Юлия Савичева                                     | Номинация            | [ 45 ]        |
| 2009 | «Песня года»                    | Лауреат фестиваля                             | «Goodbye, любовь»                                 | Победа               | [ 42 ]        |
| 2010 | «Песня года»                    | Лауреат фестиваля                             | «Москва-Владивосток»                              | Победа               | [ 42 ]        |
| 2010 | «Золотой граммофон»             | Статуэтка «Золотого граммофона»               | «Москва-Владивосток»                              | Номинация            | [ 30 ]        |
| 2010 | «Русский Топ»                   | Лучшая певица года                            | Юлия Савичева                                     | Номинация            | [ 46 ]        |
| 2010 | «Радио Поток»                   | Лучшие песни 2010 года                        | «Москва-Владивосток»                              | Победа               | [ 47 ]        |
| 2011 | «Золотой граммофон» (Украина)   | Статуэтка «Золотого граммофона»               | «Москва-Владивосток»                              | Победа               |               |
| 2011 | «OE Video Music Awards»         | Best Female Performance                       | Юлия Савичева                                     | Номинация            |               |
| 2011 | «Fashion People Awards»         | Fashion дуэт                                  | «Отпусти» (совместно с Джиганом)                  | Победа               | [ 48 ]        |
| 2011 | «Премия RU.TV»                  | Лучший дуэт                                   | «Отпусти» (совместно с Джиганом)                  | Номинация            |               |
| 2011 | «Золотой граммофон»             | Статуэтка «Золотого граммофона»               | «Отпусти» (совместно с Джиганом)                  | Победа               | [ 30 ]        |
| 2011 | «Песня года»                    | Лауреат фестиваля                             | «Отпусти» (совместно с Джиганом)                  | Победа               | [ 42 ]        |
| 2011 | «Красная звезда»                | Лучшая песня                                  | «Отпусти» (совместно с Джиганом)                  | Победа               |               |
| 2011 | «ZD Awards»                     | Дуэт года                                     | «Отпусти» (совместно с Джиганом)                  | Номинация            | [ 49 ]        |
| 2011 | «Love Radio Awards»             | Дуэт года                                     | «Отпусти» (совместно с Джиганом)                  | Победа               | [ 50 ]        |
| 2012 | «Премия Муз-ТВ»                 | Лучший дуэт                                   | «Отпусти» (совместно с Джиганом)                  | Номинация            |               |
| 2012 | «Русский Топ»                   | Лучшая певица года                            | Юлия Савичева                                     | Номинация            | [ 51 ]        |
| 2012 | «Русский Топ»                   | Лучший альбом года                            | «Сердцебиение»                                    | Номинация            | [ 51 ]        |
| 2012 | «Золотой граммофон»             | Статуэтка «Золотого граммофона»               | «Юлия»                                            | Номинация            | [ 30 ]        |
| 2012 | «Красная звезда»                | Лучшая песня                                  | «Юлия»                                            | Победа               |               |
| 2012 | «Песня года»                    | Лауреат фестиваля                             | «Юлия»                                            | Победа               | [ 42 ]        |
| 2014 | «Love Radio Awards»             | Дуэт года                                     | «Любить больше нечем» (совместно с Джиганом)      | Победа               | [ 52 ] [ 53 ] |
| 2014 | «Love Radio Awards»             | Свадьба года                                  | Юлия Савичева и Александр Аршинов                 | Номинация            | [ 52 ] [ 53 ] |
| 2014 | «Love Radio Awards»             | Лучшая отечественная исполнительница          | Юлия Савичева                                     | Номинация            | [ 52 ] [ 53 ] |
| 2014 | «Русский Топ»                   | Лучшая певица года                            | Юлия Савичева                                     | Номинация            | [ 54 ]        |
| 2014 | «Русский Топ»                   | Лучший альбом года                            | «Личное…»                                         | Номинация            | [ 54 ]        |
| 2014 | «Радио Поток»                   | Лучшие песни 2014 года                        | «Невеста»                                         | Победа               | [ 55 ]        |
| 2014 | «Песня года»                    | Лауреат фестиваля                             | «Невеста»                                         | Победа               | [ 42 ]        |
| 2015 | «Песня года»                    | Лауреат фестиваля                             | «Прости»                                          | Номинация            | [ 42 ]        |
| 2015 | «Песня года»                    | Лауреат фестиваля                             | «Любить больше нечем» (совместно с Джиганом)      | Победа               | [ 42 ]        |
| 2015 | «Премия RU.TV»                  | Лучший дуэт                                   | «Любить больше нечем» (совместно с Джиганом)      | Номинация            |               |
| 2015 | «Премия Муз-ТВ»                 | Лучший дуэт                                   | «Любить больше нечем» (совместно с Джиганом)      | Номинация            |               |
| 2015 | «Золотой граммофон»             | Статуэтка «Золотого граммофона»               | «Любить больше нечем» (совместно с Джиганом)      | Номинация            | [ 30 ]        |
| 2016 | «Top Hit Music Awards»          | Самый ротируемый в радиоэфире российский трек | «Любить больше нечем» (совместно с Джиганом)      | Победа               |               |
| 2016 | «Реальная премия MusicBox»      | Альбом года                                   | «Мой путь»                                        | Номинация            |               |
| 2021 | «Золотой граммофон»             | Статуэтка «Золотого граммофона»               | «Сияй»                                            | Победа               | [ 30 ]        |

- Медаль «За веру и добро», июнь 2013 года, Кемеровская область[56]

## Чарты
| Год  | Название                                           | Чарты | Чарты                  | Чарты                         | Чарты                | Чарты  | Чарты             | Альбом                           |
| Год  | Название                                           | RUS   | Moscow Airplay Top 100 | St.Petersburg Airplay Top 100 | Kiev Airplay Top 100 | Latvia | Годовой общий     | Альбом                           |
| ---- | -------------------------------------------------- | ----- | ---------------------- | ----------------------------- | -------------------- | ------ | ----------------- | -------------------------------- |
| 2004 | «Высоко»                                           | 1     | 2                      | 7                             | 2                    | 5      | 3                 | Высоко                           |
| 2004 | «Прости за любовь»                                 | 3     | 6                      | -                             | -                    | 11     | 35                | Высоко                           |
| 2004 | «Believe Me»                                       | 9     | -                      | -                             | -                    | 20     | 47                | Высоко                           |
| 2004 | «Корабли»                                          | 3     | 182                    | -                             | -                    | -      | 54                | Высоко                           |
| 2005 | «Стоп»                                             | 6     | -                      | -                             | -                    | -      | 84                | Высоко                           |
| 2005 | «Если в сердце живёт любовь»                       | 1     | 2                      | 1                             | 1                    | 5      | 13(2005) 74(2006) | Магнит                           |
| 2005 | «Как твои дела?»                                   | 1     | 2                      | -                             | -                    | 10     | 11                | Магнит                           |
| 2006 | «Привет»                                           | 1     | 1                      | -                             | -                    | 21     | 4                 | Магнит                           |
| 2006 | «Мало»                                             | 63    | -                      | -                             | -                    | -      | -                 | Магнит                           |
| 2007 | «Лёгкие»                                           | 21    | 51                     | -                             | -                    | 17     | 148               | Магнит                           |
| 2007 | «Никак»                                            | 3     | 6                      | -                             | -                    | 14     | 31                | Оригами                          |
| 2007 | «Любовь-Москва»                                    | 63    | -                      | -                             | -                    | 8      | -                 | Оригами                          |
| 2008 | «Зима»                                             | 18    | 29                     | -                             | -                    | 27     | 155               | Оригами                          |
| 2008 | «Половинка»                                        | 44    | 74                     | 99                            | 30                   | 10     | 150               | Оригами                          |
| 2008 | «Настя»                                            | 81    | -                      | -                             | 43                   | -      | -                 | Сердцебиение                     |
| 2009 | «Goodbye, любовь»                                  | 8     | 5                      | 8                             | -                    | -      | 48                | Сердцебиение                     |
| 2009 | «Корабли» (feat. T9)                               | 145   | -                      | -                             | -                    | -      | -                 | Сердцебиение                     |
| 2010 | «Москва — Владивосток»                             | 1     | 3                      | 2                             | 1                    | 2      | 9                 | Сердцебиение                     |
| 2010 | «Скажи мне, что такое любовь»                      | 55    | 92                     | 82                            | 27                   | 10     | 182               | Сердцебиение                     |
| 2011 | «Отпусти» (Джиган feat. Юлия Савичева)             | 8     | 13                     | 16                            | 6                    | 8      | 15                | Холодное сердце (альбом Джигана) |
| 2011 | «Сердцебиение»                                     | 64    | 137                    | -                             | 11                   | 11     | -                 | Сердцебиение                     |
| 2012 | «Юлия»                                             | 9     | 32                     | 14                            | 9                    | -      | 27                | Сердцебиение                     |
| 2013 | «Я так тебя жду»                                   | 62    | 92                     | 99                            | 93                   | -      | -                 | Сердцебиение                     |
| 2014 | «Невеста»                                          | 26    | 26                     | 34                            | 44                   | -      | -                 | без альбома                      |
| 2014 | «Любить больше нечем» (Джиган feat. Юлия Савичева) | 9     | 15                     | 10                            | -                    | -      | -                 | Твой выбор (альбом Джигана)      |
| 2017 | «Малыш»                                            | 12    | 6                      | 4                             | 2                    | 2      | 2                 | без альбома                      |
| 2017 | «Не бойся»                                         | 1     | 2                      | 1                             | 2                    | 1      | 1                 | без альбома                      |
| 2019 | «Забудь»                                           | 1     | 1                      | 3                             | 1                    | 1      | 2                 | CLV                              |

«—» песня отсутствовала в чарте